# قطعنامه ۱۴۷۷ شورای امنیت
قطعنامه ۱۴۷۷ شورای امنیت سازمان ملل متحد که در تاریخ ۲۹ آوریل ۲۰۰۳ تصویب شد، سندی بین‌المللی دربارهٔ دادگاه جنایی بین‌المللی برای رواندا است. این قطعنامه طی نشست ۴۷۴۵ام با ۱۵ رای موافق، ۰ مخالف و ۰ ممتنع تصویب شد.